# 椎名あき
椎名 あき（しいな あき、1995年2月8日 - ）は、日本のグラビアアイドル、YouTuber、パチンコライター。愛称はしーな、あきちゃん。芸能事務所リップがマネジメントしている。千葉県生まれ。

## 経歴
2019年12月20日、サンケイスポーツがプロデュースするアイドルユニット『ジャナドル』のメンバーとして活動開始。
2021年7月28日に、8月より再結成されるKNUoNEWの紫色担当としてデビューすることが予告され、8月22日に鶯谷の東京キネマ倶楽部で開催された対バンライブ「GIRLS×GIRLS×GIRLS ~KNU oNEW お披露目Night!~」より活動を開始した。2022年3月31日のジャナドル解散までは川島愛里沙と共にKNUoNEWと兼務する。
2021年7月よりGooパチ専属パチンコライター、シーナ。としてデビュー。愛称は「会いに行けるフレンドリーぱちドル」。
2022年7月31日に樹智子と共にKNUoNEWを卒業することを表明、8月25日付で卒業した。

## 人物
- 特技は柔道（黒帯、中学生の千葉県大会2回優勝）。趣味はゲーム、アニメ鑑賞。
- KNU oNEWにおけるイメージカラーは紫。キャッチコピーは「セクシーバイオレット」。

## 作品

### DVD
- uiuiしいな！（2021年3月19日、ラインコミュニケーションズ）
- 夢中にコケティッシュ（2023年1月24日、エアーコントロール）
- 技あり上品お姉さん（2024年10月25日、竹書房）

### VR
- はじめてのVR、はじめてのわたし。（2020年10月02日、ファンタスティカ）
- Stop！ Look！ Listen！（2020年10月09日、ファンタスティカ）

## 出演

### CM
- 37ゲームズジャパン「日替わり内室」5周年イベント桃色サマーパーティー編（アプリゲーム、2023年）[5]

### ドラマ
- Qrosの女 スクープという名の狂気 第6話（2024年11月11日、テレビ東京）